# Кастел Мела
Кастѐл Мѐла (на италиански: Castel Mella) е град и община в Северна Италия, провинция Бреша, регион Ломбардия. Разположен е на 106 m надморска височина. Населението на общината е 11 090 души (към 2013 г.).